# Visconde de Ottolini
Visconde de Ottolini é um título nobiliárquico criado por D. Luís I de Portugal, por Decreto de 6 de Março de 1869, em favor de Manuel Sarmento Ottolini, depois 1.° Conde de Ottolini.
Titulares
1. Manuel Sarmento Ottolini, 1.º Visconde e 1.° Conde de Ottolini.